# Psychotria barberi
Psychotria barberi är en måreväxtart som beskrevs av James Sykes Gamble. Psychotria barberi ingår i släktet Psychotria och familjen måreväxter. Inga underarter finns listade i Catalogue of Life.